# Моноклонска гамапатија
Mоноклонска гамапатија (МГ)  парапротеинемија или диспротеинемија један је од поремећаја у имунологији које се карактерише присуством M-протеина у крвној плазми који могу бити ИгГ, ИгА, ИгМ класе или лаки ланци Иг, уз одсуство знакова масовне пролиферације лимфоцита, лимфоплазмоцита и плазмоцита у кошаној сржи.
Абнормални протеини ко се налазе у крви код МГ расту из малог броја плазма ћелија у коштаној сржи, чији је главни задатак да се боре против инфекције.
Најчешће стање повезано са овим абнормалним протеинима је моноклонална гамопатија неодређеног значаја (МГНЗ) која се јавља у 51% случајева. Иако ова болест није рак, особе са МГНЗ имају већи ризик да добију озбиљне болести коштане сржи и крви.

## Епидемиологија
Моноклонална гамопатија од неодређеног значаја (МГНЗ је најчешћа моноклонска гамопатија и налази се код око 1% до 2% одраслих. Уочена је повећана преваленција међу сродницима у првом степену пацијената са моноклоналним гамопатијама.
Старосне разлике
Преваленција расте са годинама и генерално је већа код пацијената старијих од 70 година.
Полне разлике
У начелу МГ је код мушкараца чешћа у поређењу са женама.
Географска и расна заступљеност
Стопе преваленције варирају у зависности од географских и расних фактора, са нижим стопама у Азији у поређењу са онима у Европи и Северној и Јужној Америци, и вишим стопама међу црним људима у поређењу са белцима.
| Учесталост различитих облика моноклонских гамапатија | Учесталост различитих облика моноклонских гамапатија | Учесталост различитих облика моноклонских гамапатија |
| ---------------------------------------------------- | ---------------------------------------------------- | ---------------------------------------------------- |
|                                                      |                                                      |                                                      |
| Тип                                                  | Тип                                                  | Учесталост                                           |
|                                                      | Моноклонске гамапатије од неодрећеног значаја        | 51%                                                  |
|                                                      | Прикривени мултипли мијелом                          | 6 %                                                  |
|                                                      | Мултипли мијелом                                     | 18%                                                  |
|                                                      | АЛ амилоидоза                                        | 11%                                                  |
|                                                      | Лимфопролиферативна гамапатија                       | 4%                                                   |
|                                                      | Валденстромова болест                                | 3%                                                   |
|                                                      | Солитарни плазмацитом                                | 1%                                                   |
|                                                      | Остало                                               | 6%                                                   |

## Етиопатогенеза
Моноклоналне гамапатије представљају широк спектар повезаних болести.  Заједнички именитељ је присуство моноклонског протеина у серуму или мокраћи, који може бити у облику интактног имуноглобулина, фрагмената имуноглобулина и/или слободних лаких ланаца. Ово ће бити праћено присуством моноклоналних плазма ћелија у коштаној сржи, у меким ткивима (са плазмоцитомима) или у периферној циркулацији (у напреднијим стадијумима болести). 
Тачан узрок МГ није познат. Инфекција, проблеми са имунолошким системом и чиниоци из околина могу играти улогу. Иако стручњаци још нису пронашли јасну везу са могучим чиниоцима поуздано се зна  да абнормални протеини нису узроковани одређеном исхраном или уносом протеина из исхране.
Моноклонске гамапатије (парапротеинемије, диспротеинемије) су група поремећаја која се карактерише пролиферацијом једног или више клонова диференцираних Б лимфоцита (Б ћелија), при чему сваки од њих производи имунолошки хомогени имуноглобулин или антитело који се обично назива парапротеин или моноклонски (М) протеин.  Имуноглобулински молекул је сачињен од два идентична тешка и два идентична лака ланца. М протеин у циркулацији се може састојати од целог имуноглобулина, само лаког ланца или (ређе) само тешког ланца. Постоји пет тешких ланаца који су ознаћени као γ, α, μ, δ и ε и који одређују класу имуноглобулина (Иг) Г, А, М, Д или Е. 
ИгГ се може даље поделити у четири подкласе, а ИгА у две. Лаки ланац може бити капа (κ) или ламбда (λ) типа. 
Сваки имуноглобулин се састоји од једног типа тешког и једног типа лаког ланца који су повезани дисулфидним мостом.
Моноклонске гамапатије укључују:
Малигне моноклонске гамапатије
1. Мултипли мијелом (ИгГ, ИгА, ИгД, ИгЕ и слободни лаки ланци) 
- Прикривени мултипли мијелом
- Леукемија плазма ћелија
- Несекреторни мијелом
- Остеосклеротични мијелом (POEMS синдром[а])
- Плазмоцитом
  - Солитарни плазмоцитом костију
  - Екстрамедуларни плазмоцитом

Валденстромова макроглобулинемија
Болест тешких ланаца (БТЛ)
- Гама-болест тешких ланаца
- Алфа-болест тешких ланаца
- Ми-болест тешких ланаца

Примарна амилоидоза
Моноклонске гамапатије од неодрећеног значаја
- Бенигна гамаптија (ИгГ, ИгА, ИгД, ИгМ и ретко слободни лаки ланци)
- Биклонска гамапатија
- Идиопатска Бен-Џонсова протеинурија

Бенигну моноклонску гамапатију поред присуства M-протеина у крвној плазми који могу бити ИгГ, ИгА, ИгМ класе или лаки ланци Иг, уз одсуство знакова масне пролиферације лимфоцита, лимфоплазмоцита и плазмоцита у коштаној сржи.
Проценат плазмоцита је нормалан (<4%) или лако увећан (<10%). Концентрација моноклонслцог протеина је обично испод 20 гјл и остаје стабилна када се прати током 2-3 године. Нема остеолизних лезија на костима и обично је Бен-Џонсова протеинурија одсутна.

### Клонална експанзија плазма ћелија
Клонална експанзија плазма ћелија је основна абнормалност међу моноклонским гамапатијама. Ове ћелије се могу наћи у коштаној сржи, периферној циркулацији или меком ткиву. Обично се показују на прегледима коштане сржи, где присуство клоналних плазма ћелија може, али не мора бити праћено апсолутним повећањем удела плазма ћелија. Док се плазма ћелије идентификују по површинском бојењу за ЦД138 (синдекан) на имунохистохемији, демонстрација клоналности зависи од рестрикције лаког ланца и вишка плазма ћелија које експримирају капа или ламбда што доводи до искривљавања нормалног односа капа према ламбда. Искривљени однос се може демонстрирати имунохистохемијом коришћењем антитела против капа или ламбда лаких ланаца или ланчаном реакцијом полимеразе (ПЦР) изведеном на узорцима биопсије коштане сржи.
Број клоналних плазма ћелија је типично мали у већини моноклоналних гамопатија, осим код узнапредовалог мијелома и леукемије плазма ћелија. Технике осетљиве проточне цитометрије могу се користити за рутинску процену аспирата коштане сржи да би се открили мали бројеви и за имунофенотипску карактеризацију абнормалних плазма ћелија.

## Клиничка слика
Моноклоналне гамапатије генерално карактеришу типични, али и неспецифични симптоми. У принципу, прави се разлика између класичне дефиниције асимптоматских прекурсора моноклонске гамапатије од неодрећеног значаја и прикривеног мултиплог мијелома и различитих симптоматских облика као што су мултипли мијелом, Валденстромова болест и АЛ амилоидоза. 
| Клинички симптоми                   | Преваленција % |
| ----------------------------------- | -------------- |
| Бол у крстима                       | 55             |
| Слабост, замор                      | 40             |
| Склоност инфекцијама                | 22             |
| Анорексија                          | 20             |
| Гастроинтестинални поремећаји       | 19             |
| Губитак телесне тежине              | 17             |
| Промене по кожи                     | 10             |
| Неуролошки поремећаји               | 10             |
| Грозница                            | 10             |
| Предиспозиција за обилне хеморагије | 10             |

Пацијенти који пате од симптоматске форме често се жале на бол у костима, умор и слабост. Адекватан преглед може открити хиперкалцемију, анемију , абнормалну акумулацију клоналних плазма ћелија у коштаној сржи, остеолизу, наслаге моноклоналних протеина у различитим ткивима, оштећену функцију бубрега или се може открити протеинурија. 
Сви симптоми се могу, али не морају, појавити истовремено. 
Новије студије су све више могле да покажу појаву симптома у прелиминарним фазама моноклонске гамапатије од неодрећеног значаја и прикривени мултипли мијелом, од којих неки могу бити повезани и са озбиљним последицама, а чисто асимптоматска моноклонска гамапатије од неодрећеног значаја се разликује од симптоматског моноклонске гамапатије од неодрећеног значаја, која у исто време не испуњава критеријуме за мултипли мијелом.  
Клиничка слика различитих моноклонских гамопатија може бити прилично различита, због чега је подела на асимптоматске и симптоматске форме од посебног интереса у погледу терапије.

## Дијагноза
Дијагноза мултиплог мијелома се поставља на на основу неколико критеријума укључујући следеће:
- моноклонални М протеин у плазми и/или урину,
- инфилтрација плазма ћелије у коштаној сржи,
- присуство литичких лезија на радиографијама скелета,
- анемија,
- хиперкалцемија.

Према НАЦБ (National Academy of Clinical Biochemistry) препорукама, туморски маркери за дијагнозу, скрининг, идентификацију клоналитета, праћење болести и прогностичку евалуацију код моноклонских гамапатија су: 
- електрофореза протеина у серуму и/или урину,
- имунофиксација у серуму и/или урину,
- слободни лаки ланци (СЛЛ) у серуму и/или урину,
- вискозност серума и β2-микроглобулин.

Имунофиксација се користи за идентификацију клоналитета (типа) M протеина примећеног на електрофорези и када постоји сумња без обзира на нормалан протеински електрофоретограм. Посебно је корисна за препознавање и разликовање биклонских или триклонских гамапатија. Вискозност серума требало би одређивати ако пацијент има знаке и симптоме синдрома хипервискозности.  
Валденстромова макроглобулинемија је најчешћи узрок хипервискозности, али се такође може појавити и код пацијената са великим нивоима моноклонског ИгА или ИгГ.  
Аутоматизована имуноодређивања СЛЛ у серуму су осетљивија од традиционалне електрофоретске методе и имунофиксације за детекцију мијелома моноклонских лаких ланаца, несекреторног мијелома и АЛ амилоидозе. Осим тога, однос СЛЛ у серуму је независан фактор ризика за настанак малигне прогресије код пацијената са моноклонском гамапатијом од неодређеног значаја.  
Одређивање СЛЛ у серуму и електрофорезе протеина серума као тестова прве линије за разматрање присуства могућих поремећаја Б ћелија даје додатну дијагностичку информацију.

## Терапија
Индикација за терапију МГ је вођена оштећењем органа услед клона који секретује, иако то не би захтевало никакву терапију пер се. Тренутно се циљање овог малог „опасног“ клона Б-ћелија ослања на агенсе против Б-ћелија (плазма ћелија), укључујући моноклонска антитела и, у одабраним случајевима, локално зрачење.
Одлуке о лечењу треба да се доносе на основу односа између користи и ризика, узимајући у обзир укључене органе и природу историје болести. Нико не би доводио у питање давање полихемотерапије или чак терапије високим дозама са аутотрансплантацијом пацијенту са моноклонском гамапатијом од неодрећеног значаја и АЛ амилоидозом. Насупрот томе, ове терапијске опције се ретко користе код пацијената са моноклонском гамапатијом од неодрећеног значаја и споро прогресивним поремећајем коже.
Иако стратегија лечења треба да има за циљ постизање најбољег хематолошког одговора, она такође треба да буде прилагођена факторима ризика пацијента, као што илуструје АЛ амилоидоза. Ако је клон плазмацитичан и лучи моноклонални ИгГ, ИгА или ЛЦ, онда третман треба да се заснива на анти-ММ агенсима. Тренутна стратегија се углавном ослања на поновљене курсеве бортезомиба, обично у комбинацији са агенсом за алкилацију и дексаметазоном који производи брз и дубок хематолошки одговор. Поред тога, бортезомиб не захтева прилагођавање дозе код пацијената са оштећеном функцијом бубрега.
У случају рецидива или рефракторне болести, треба размотрити имуномодулаторне лекове. Анти-ЦД38 моноклонска антитела, која су веома ефикасна у симптоматској ММ и која се тренутно процењују код АЛ амилоидозе,  вероватно ће се све више користити у лечењу различитих моноклонских гамапатија од неодрећеног значаја.
Ако је клон лимфоплазмацитичан или одговара хроничној лимфоцитној леукемији или Б-ћелијском лимфому, онда третман мора бити прилагођен у складу са тим, и обично је заснован на анти-ЦД20 моноклонском антителу. Када је лимфоплазмацитичан и повезан са ИгМ, клон треба третирати слично као и ВМ. Остаје да се процени место Брутон инхибитора тирозин киназе и других неконвенционалних нових агенаса.
Управљање лечењем се ослања на процену хематолошког одговора серијским мерењем патогеног МИг, најчешће његовог ЛЦ. Поновна евалуација укључене ЛЦ без серума је кључна за АЛ амилоидозу и ЛЦДД, пошто квалитет хематолошког одговора условљава одговор органа и преживљавање пацијената. Зашто је ова корелација мање јасна код полинеуропатије повезане са анти-МАГ ИгМ остаје да се утврди. Међутим, постизање најбољег хематолошког одговора је циљ лечења и главни критеријум за одређивање његовог оптималног трајања.
Осим циљања на патогени клон, могу се размотрити и друге стратегије, у зависности од сваког типа моноклонске гамапатије од неодрећеног значаја. У моноклонској гамапатији од неодрећеног значаја због депозиције ткива, посебно АЛ амилоидозе, потенцијални клиренс већ депонованог МИг материјала се тренутно истражује на основу терапеутских моноклонских антитела против амилоидног конформационог неоепитопа или серумске амилоидне П компоненте
Високе дозе ИВ имуноглобулина се понекад предлажу као алтернатива хемотерапији, иако је њихова ефикасност скоро увек привремена. Дуготрајно лечење може одржати корист, али доступност, цена и нежељени ефекти (укључујући бубрежну токсичност) представљају забринутост. Механизми деловања могу укључивати инхибицију активности аутоантитела, девијацију комплемента и ћелијски одговор. ИВ имуноглобулини могу бити ефикасни код неких моноклонских гамапатија од неодрећеног значаја аутоимуног порекла, као што је полинеуропатија повезана са анти-ганглиозидним ИгМ, али не и код других (укључујући анти-МАГ полинеуропатију).

## Прогноза
Код 3/4 болесника прогноза је добра. Без других знакова болести овај поремећај може да се одржи 15-20 година. M-протеини могу спонтано да ишчезну из тела болесника. У око 10% болесника после краћег или дужег времена развија се неки облик малигне болести (мултипли мијелом, макроглобулинемија или примарна амилоидоза).